# デジタルリマスター
デジタルリマスター（英語: digital remasteringあるいはdigitally remastered）とは、過去の映画や音楽などを、最新のデジタル技術を用いて、再度マスタリングを行う（リマスタリング）作業（及び作業されたもの）のことである。
映像作品の場合、HDTV規格に基づいた解像度（720p、1080p）の場合は「HDリマスター」、UHDTV規格に基づいた解像度（2160p）の場合は「4Kリマスター」と呼ばれる。

## 概要
音楽作品（CDなど）製作においては、過去にデジタル化された音源を、最新の機材で再生するだけで音質が向上する場合や、マスタリング技術の向上などでCDを再発売する際に、改めてマスタリング（リマスタリング）される例が多い。音楽ソフトではアーティストのベスト・アルバムなどにおいて、旧楽曲編集のデジタルリマスタリングが行われている（再編集したものは厳密に言えばリミックスである）。また、単純にデジタル化するのではなく、最新のデジタルエフェクト技術やノイズ削減を駆使することも多く、その場合もリマスタリングの範疇に含まれることとなる。
映像作品などにおいては、フィルム・テープの保存状態により、キズや経年変化による色あせなどの画質劣化を補うために、素材をデジタル化する作業を指して呼ぶことがある。映画フィルム撮影時代の映像作品や、ビデオテープで収録された作品などにおいても行われた作品は、販促力の高い旧作映像のDVD-BOXなどを販売する際の収録作業に用いられる。
しかし一定以上のAV視聴環境がない場合など、ユーザー側のこだわりがなければ、大きな違いを感じられないことも多々あり、必ずしも認識可能なレベルでの効果を得られるわけではない。また大胆なノイズ除去、音圧補正、コントラスト・発色補正により「オリジナルの良さが失われた」と否定的な見方をされる作品もある。旧作のリマスター作業において定評があるのがローリー・デジタルであり、『007』シリーズ、『スター・ウォーズシリーズ』のリマスター作業を担当した。当初は実写のみを請け負っていたが、その技術を応用してディズニー作品のリマスターにも着手している。
『名探偵コナン』などの東京ムービー作品では、デジタル制作のエピソードでもこの名称が用いられることがある。こちらの場合は原版のデジタルデータを再マスタリングしているが、マスターの劣化がないデジタル素材の為、効果はない。また、トムス・エンタテインメント時代、旧作の修復作業に積極的であり、一部の作品ではDVD発売時のリマスター化の際にハイビジョン・マスターを制作していることもあった。だが、修復作業の過程で旧東京ムービー社が製作したテレビアニメ作品のオリジナルの表記を変更し「製作著作 トムス・エンタテインメント」とする場合が多く、テロップの字体や画質が突然変わるなど不自然になる例がある。現在は映像はそのままに本編終了後にトムスの表記を添えるなどのオリジナルを尊重するなどの配慮はしている。

## HDリマスター
HDリマスターは映画などの映像をHDTV規格に基づいてリマスタリングを行う映像技術。主に高精細映像が求められるブルーレイディスクソフトやハイビジョン放送などのマスター制作で標準的に用いられている方式である。
HDリマスターには大別して、映画フィルムなどの原版から新たにHDTV解像度でテレシネ・スキャンを行う方式と、SDTV規格で制作・撮影された映像をHDTV解像度に拡大する方式（アップコンバート）が存在する。市場において「HDリマスター」というと特に前者を指す場合が多く、これによって得られた高精細映像はピュアハイビジョンに区分される。

## リマスターについての見解
氷川竜介はデジタルリマスターについてDVD時代だから成立していた技術だと指摘している。氷川によると傷やゴミの除去作業が容易に出来たものの、HD解像度以上の媒体でそれらの作業を行おうとすれば6〜8倍の多さになってコスト面によってそれらの作業が困難になってしまうと指摘している。実際、大半のHDデジタルリマスターと称される物は原版を高解像度で取り込んで経年劣化に関してはほぼ無修正の物が少なくないのが現状である。
松尾衡はセルアニメに関してはフィルムの特性を見ながら美術制作や色彩設計を行なってきたため、後年のリマスター作業において生のセルと背景の再現を目指す風潮に対して「なんでも綺麗になることが正解じゃない」と苦言を呈している。

## デジタルリマスター化された主な作品
- 水戸黄門 第1部 - 第7部[5]
- 名探偵コナン
- 未来少年コナン
- 新日本紀行

## 類似語
ニューコンポーネントマスター
東映ビデオの販売作品で使われる名称。フィルム撮影の作品をフィルムの状態に関わらずにニュープリントを起こしてそのままオーサリングを行う為、画質が非常に悪くユーザーからの評判は芳しくないのが特徴である。
デジタル修復
当時のネガをニュープリントやポジを介さずにそのままコンピュータに取り込み修復作業を行った作品を指す。デジタルウルトラシリーズの様に人の手で凝って修復を行う物や専用のソフトで自動的に修復するものなどがあり、個々の完成度はまちまちであるのが特徴である。
AIリマスター
デジタルリマスターのひとつ。AIによって映像の色、細部を調整、補完して高画質化するもの。手作業ではなく専用ソフトを使用し自動補正する。市販用ソフトも出ているが、専門企業では画像処理用チップを数十基搭載したコンピューターを使用し処理。2021年以降、日本のAV業界で過去作のAIリマスター販売が始まり、2025年時点では毎月200タイトル近くが販売される状況となっている。なおAV業界では1990年代のアナログのVHS媒体からデジタルのDVD媒体へと変わったタイミング、ビデ倫審査基準が変わった2000年代のモザイクリマスターとそれ以前にも過去作品のリマスター化が行われている。
AV作品のAIリマスター作業ではモザイクごと補正してしまい薄くしてしまうことがあるため、その時点の基準に合わせモザイクをかけ直す必要性もある。